# Deptford
Deptford är en stadsdel i London Borough of Lewisham i Greater London i Storbritannien. Den ligger på Themsen södra strand, väster om Greenwich.

## Klimat
Deptford ligger 7 meter över havet och antalet invånare är 22 759. Kustklimat råder i trakten. Årsmedeltemperaturen i trakten är 11 °C. Den varmaste månaden är juli, då medeltemperaturen är 22 °C, och den kallaste är december, med 3 °C.

## Historia

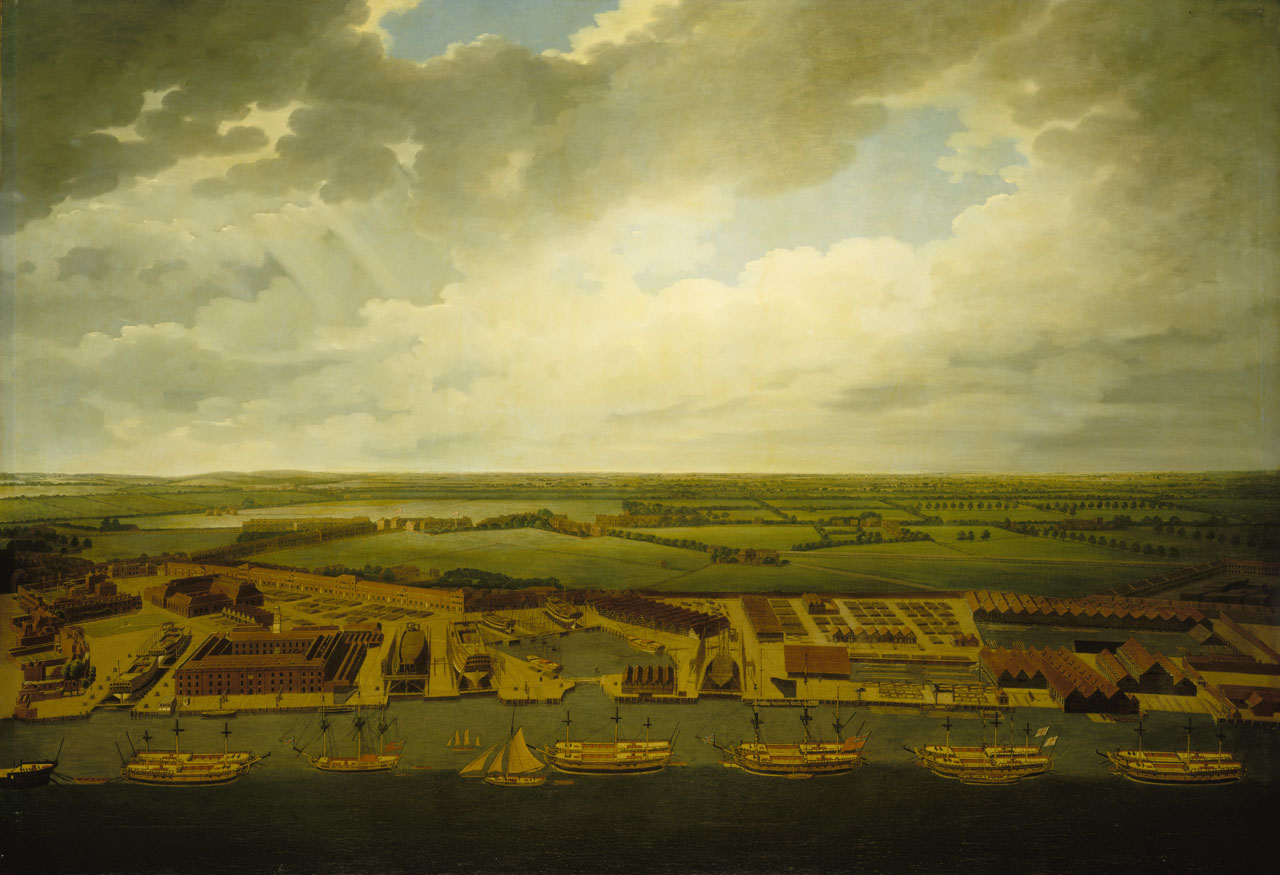
Kronovarvet dominerande under flera hundra år livet i Deptford.

Namnet "Deptford" betyder 'djupt vad' och syftar på det vadställe, som en gång i tiden fanns i floden Ravensbourne vid pilgrimsvägen till Canterbury. Över vadet byggdes en träbro under medeltiden och kring brofästena växte ett samhälle fram. En annan del av dagens Deptford var fiskebyn "Deptford Strand" där ett kronovarv anlades i början av 1500-talet. Så småningom växte de två samhällena samman till ett genom den befolkningsökning som orsakades av det ständigt växande kronovarvet. Brittiska Ostindiska Kompaniet hade också ett varv i Deptford. Sedan varven lagts ner vid mitten av 1800-talet ersattes de som främste arbetsgivare av ett stort importslakteri vilket årligen slaktade över 200 000 djur. Slakteriet lades ner under första världskriget och ersattes i sin tur av en arméunderhållsdepå vilken var verksam under bägge världskrigen. Efter andra världskriget drabbades stadsdelen av ekonomisk nedgång på grund av de skador som de tyska bombningarna åstadkommit samt genom nedläggningar av fabriker och företag. Hög arbetslöshet ledde sedan till befolkningsminskning.